# NGC 6500
NGC 6500 este o liner situată în constelația Hercule. A fost descoperită în 1799 de către William Herschel. Se află la o distanță de 43,1 de megaparseci de Pământ.